# 질 (기업)

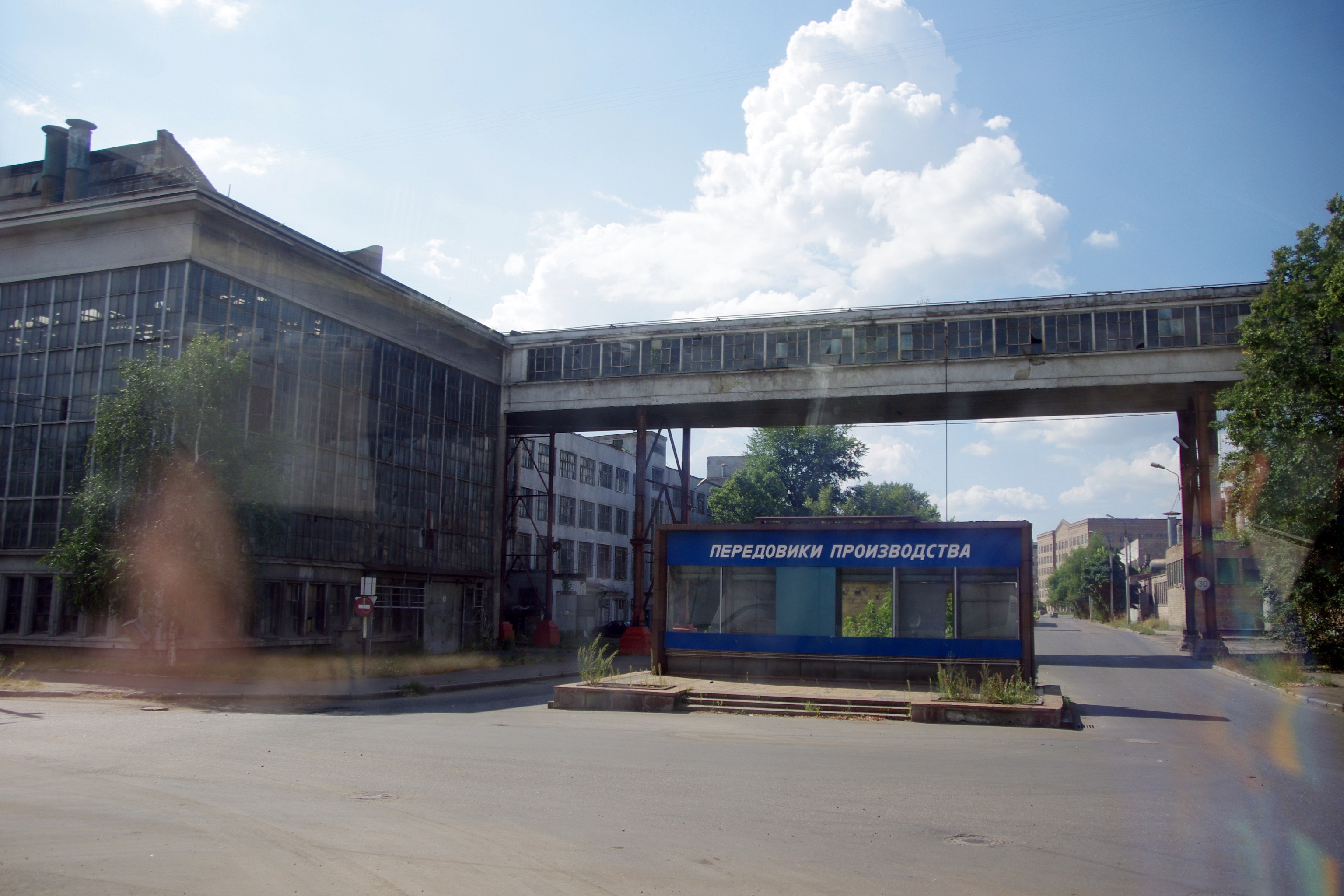

공공 주식회사 - 리하초프 공장(러시아어: Публичное акционерное общество – Завод имени Лихачёва 푸블리치노예 악치오네르노예 옵셰스트보 - 자보트 이메니 리하초바[*]), 약칭 질(러시아어: ЗиЛ 제이옐[*], 영어: ZiL)은 러시아 모스크바에 위치한 주요 러시아 자동차, 트럭, 군사차량, 중장비 제조업체이다.
마지막 ZiL 차량은 2012년 조립되었다. 이 기업은 부동산 개발 사이트로서만 존재하고 있으며 새로운 도심 지역은 LSR 그룹 건설사에 의해 건설될 예정이다.

## 역사
공장은 1916년 8월 2일 AMO(Автомобильное Московское Общество)라는 이름으로 설립되었다. 러시아 혁명 직전인 1917년 모스크바강 주변 모스크바 남쪽에서 완공되었다.